# Maputo–Katembe-bron
Maputo–Katembe-bron är en 680 meter lång hängbro med 140 meter höga pyloner över Maputobukten som förbinder centrala Maputo med förorten Katembe. 
Bron, som är Afrikas längsta hängbro, byggdes av China Road and Bridge Corporation med lån från Export–Import Bank of China och invigdes den 12 november 2018. Med anslutande vägar är förbindelsen 3 kilometer lång. Bilar och motorcyklar betalar en avgift på 160 meticais, cirka 25 kronor enligt nuvarande kurs (2024), för att köra över bron, medan lastbilar betalar från 320 till 1 200 meticais, beroende på antal axlar.
Omkring 2 000 personer sysselsattes i projektet, vars kostnad uppskattas till 750 miljoner dollar. Man tvingades att omlokalisera 800 invånare på grund av brobygget.